# Roraimazanger
De roraimazanger (Myiothlypis roraimae) is een zangvogel uit de familie Parulidae (Amerikaanse zangers).

## Verspreiding en leefgebied
De soort komt voor in zuidoostelijk Venezuela, westelijk Guyana en noordelijk Brazilië.